# Hwang Min-kyoung
Hwang Min-kyoung (koreanska: 황민경, Hanja: 黃敏暻), född 2 juni 1990 i Daegu, är en sydkoreansk professionell damvolleybollspelare. Sedan 2023 spelar hon sin klubblagshandboll för Hwaseong IBK Altos i sydkoreanska V-League. Hon har tidigare spelat för Suwon Hyundai Engineering & Construction Hillstate, Gimcheon Korea Expressway Corporation Hi-Pass och GS Caltex Seoul KIXX. På landslagsnivå representerar hon sedan 2007 Sydkoreas damlandslag i volleyboll. Hwang Min-kyoungs position är vänsterspiker, och i klubblaget spelar hon med nummer 15 på tröjan.

## Klubblagskarriär
Gyeongbuk Gimcheon Hi-pass (2008-2016)
- KOVO Cup

Vinnare (1): 2011
 GS Caltex Seoul KIXX (2016-2017)
- KOVO Cup

Vinnare (1): 2016
 Suwon Hyundai Engineering & Construction Hillstate (2017-2023)
- KOVO Cup

Vinnare (2): 2019, 2021
 Hwaseong IBK Altos (2023- )

## Landslagskarriär
Sydkoreas damlandslag i volleyboll (2007-)